# Swaraj
Swaraj puede significar generalmente "autogobierno" o "autonomía" (swa-"mío", raj "la regla") pero la palabra por lo general se refiere al concepto de Mahatma Gandhi para la independencia india de la dominación extranjera. Swaraj subraya la gobernación no por un gobierno jerárquico, sino por el autogobierno a través de los individuos y la construcción de la comunidad. El foco está sobre la descentralización política. Ya que esto está contra los sistemas políticos y sociales seguidos de Gran Bretaña, el concepto de Gandhi de Swaraj aplicado a la India, desecha instituciones británicas políticas, económicas, burocráticas, legales, militares y educativas. 